# Ina Maria di Bassewitz-Levetzow
Ina Maria di Bassewitz-Levetzow (nome completo Ina-Marie Helene Adele Elise; Meclemburgo, 27 gennaio 1888 – Monaco di Baviera, 17 settembre 1973) nata contessa di Bassewitz-Levetzow, divenne principessa di Prussia il 21 giugno 1920.

## Famiglia d'origine
Ina Maria era figlia del conte Carlo Enrico di Bassewitz-Levetzow e della contessa Margherita di Schulenburg.

## Matrimonio
Il 31 luglio del 1914 sposò il principe Oscar di Prussia, figlio dell'imperatore Guglielmo II di Germania e dell'imperatrice Augusta Vittoria di Schleswig-Holstein-Sonderburg-Augustenburg.
Inizialmente l'unione fu considerata morganatica, ma il 3 novembre del 1919 il matrimonio venne decretato dinastico in accordo con gli avvocati della casa Hohenzollern. Prima delle nozze, il 27 luglio del 1914 Ina Maria venne creata contessa di Ruppin e in seguito, il 21 giugno del 1920 principessa di Prussia.
La coppia ebbe quattro figli:
- Oscar Guglielmo, principe di Prussia, nato nel 1915 e morto nel 1939;
- Burchard Federico, principe di Prussia, nato nel 1917 e morto nel 1988;
- Herzeleide Ina Maria, principessa di Prussia, nata nel 1918 e morta nel 1989;
- Guglielmo Carlo, principe di Prussia, nato nel 1922 e morto nel 2007.

## Titoli e trattamento
- 27 gennaio 1888 - 27 luglio 1914: Contessa Ina Maria di Bassewitz-Levetzow
- 27 luglio 1914 - 21 giugno 1920: Sua Altezza Illustrissima, la contessa Ina Maria di Ruppin
- 21 giugno 1920 - 17 settembre 1973: Sua Altezza Reale, la principessa Ina Maria di Prussia